# United States Special Operations Command
L'United States Special Operations Command (abbreviato US SOCOM, traducibile in italiano come Comando delle Operazioni Speciali degli Stati Uniti) è l'Unified Combatant Command (comando combattente unificato) incaricato di gestire le varie forze e operazioni speciali condotte dall'esercito, dall'aeronautica, dalla marina o dal Corpo dei Marines degli Stati Uniti; il comando è controllato dal Dipartimento della difesa ed ha sede presso la MacDill Air Force Base di Tampa, Florida.
L'idea di un comando unificato per le operazioni speciali ebbe origine a seguito dell'operazione Eagle Claw, il disastroso tentativo di salvataggio degli ostaggi all'ambasciata statunitense in Iran nel 1980. L'indagine che ne seguì evidenziò la mancanza di "comando e controllo" e "coordinamento interservizi" come fattori principali nel fallimento della missione.
Fin dalla sua attivazione, avvenuta il 16 aprile 1987, l'USSOCOM ha partecipato a molte operazioni, dall'invasione statunitense di Panama del 1989 a quelle in corso nell'ambito della guerra al terrorismo, conducendo numerose missioni segrete, in aree di guerra o meno, antiterrorismo, antidroga, non convenzionali, di controguerriglia, ricognizioni speciali, di guerra psicologica e azioni dirette.

## Storia

### Genesi
La fallimentare operazione Eagle Claw del 1980 organizzata per liberare gli ostaggi detenuti nell'ambasciata statunitense a Teheran rese evidente la necessità, all'interno del Dipartimento della difesa degli Stati Uniti, di una riforma delle forze per operazioni speciali (Special Operations Forces – SOF), fino a quel momento gestite in maniera separata da ciascuna forza armata. Il generale Edward C. Meyer, l'allora capo di stato maggiore dell'esercito (United States Army), supportò la ristrutturazione delle forze speciali e, sebbene non riuscì nell'intento di creare un centro di comando congiunto, nel 1982 diede vita al 1st Special Operations Command (1º comando delle forze speciali), primo passo verso il consolidamento delle SOF dell'esercito.
Nel 1983 stava crescendo nel Congresso la consapevolezza di dover attuare riforme militari. A giugno prese il via un biennio di studi sulla struttura del Dipartimento della difesa, incluse le SOF. Le preoccupazioni del Campidoglio portarono alla creazione, il 1º gennaio del 1984, della Joint Special Operations Agency (agenzia congiunta per le operazioni speciali) che, tuttavia, non aveva autorità né operativa né di comando su qualsiasi voglia SOF. Il suo contributo fu quindi insufficiente. Oltretutto, in realtà c'erano pochi sostenitori delle riforme delle SOF all'interno del Dipartimento della Difesa: due di questi erano Noel Koch, Principal Deputy Assistant del segretario della difesa per gli affari di sicurezza internazionale, e il suo vice, Lynn Rylander. Stessa cosa al Campidoglio, dove i sostenitori includevano i senatori Sam Nunn e William Cohen, entrambi membri della commissione per i servizi armati, e il rappresentante Dan Daniel, presidente della sottocommissione alla preparazione dei servizi armati della Camera dei rappresentanti. Daniel era convinto che non c'era interesse nell'establishment militare per le operazioni speciali, che invece, a suo parere, erano sottopotenziate e afflitte da un grave problema di struttura di comando. Proprio riguardo al comando, anche il senatore Cohen era convinto che fosse impellente una sua ristrutturazione per adeguarlo ai conflitti a bassa intensità che si stavano prospettando come scenario operativo standard per il futuro.
Nel 1985 la commissione per i servizi armati del Senato pubblicò il risultato degli studi iniziati nel 1983. Il documento, intitolato Defense Organization: The Need For Change e redatto principalmente da James R. Locher III, esaminava l'andamento passato delle operazioni speciali e faceva previsioni sugli scenari operativi futuri, rivelandosi fondamentale per il Goldwater–Nichols Act del 1986 che riorganizzò la difesa statunitense. Per la primavera dello stesso anno i difensori delle SOF avevano avanzato progetti di riforma in entrambi i rami del Congresso (Senato e Camera dei rappresentanti); in particolare il 15 maggio il senatore Cohen, supportato da altri colleghi tra cui Nunn, propose una riforma che istituisse un'organizzazione comune tra le varie forze armate per le SOF e un ufficio dedicato al Dipartimento della Difesa. La proposta del rappresentante Daniel invece andava oltre, auspicando un'agenzia nazionale per le operazioni speciali guidata da un civile, che avrebbe scavalcato il Joint Chiefs of Staff (stato maggiore congiunto) riportando direttamente al segretario della difesa.
L'opposizione all'interno del Pentagono aveva il suo membro più influente nel capo dello stato maggiore congiunto, ammiraglio William J. Crowe: egli avanzò l'alternativa di istituire un nuovo comando per le SOF guidato da un generale a tre stelle, discostandosi quindi dal Congresso che chiedeva invece, per dare più autorità all'eventuale nuovo istituto, un generale a quattro stelle. Anche alcuni ex militari si schierarono in favore delle riforme. Secondo la maggior parte delle testimonianze, la motivazione più convincente a cambiare arrivò dal maggior generale dell'esercito in pensione Richard Scholtes (che collaborò con i senatori alla stesura delle proposte), nel 1983 a capo della "speciale task force congiunta" durante l'invasione dell'isola di Grenada: nel 1984 egli spiegò che durante l'operazione i comandanti "convenzionali" sul campo abusarono delle forze speciali e delle loro capacità, impedendogli di mettere in pratica tutto il loro, unico, potenziale, il che ebbe la diretta conseguenza di provocare perdite evitabili tra le SOF.

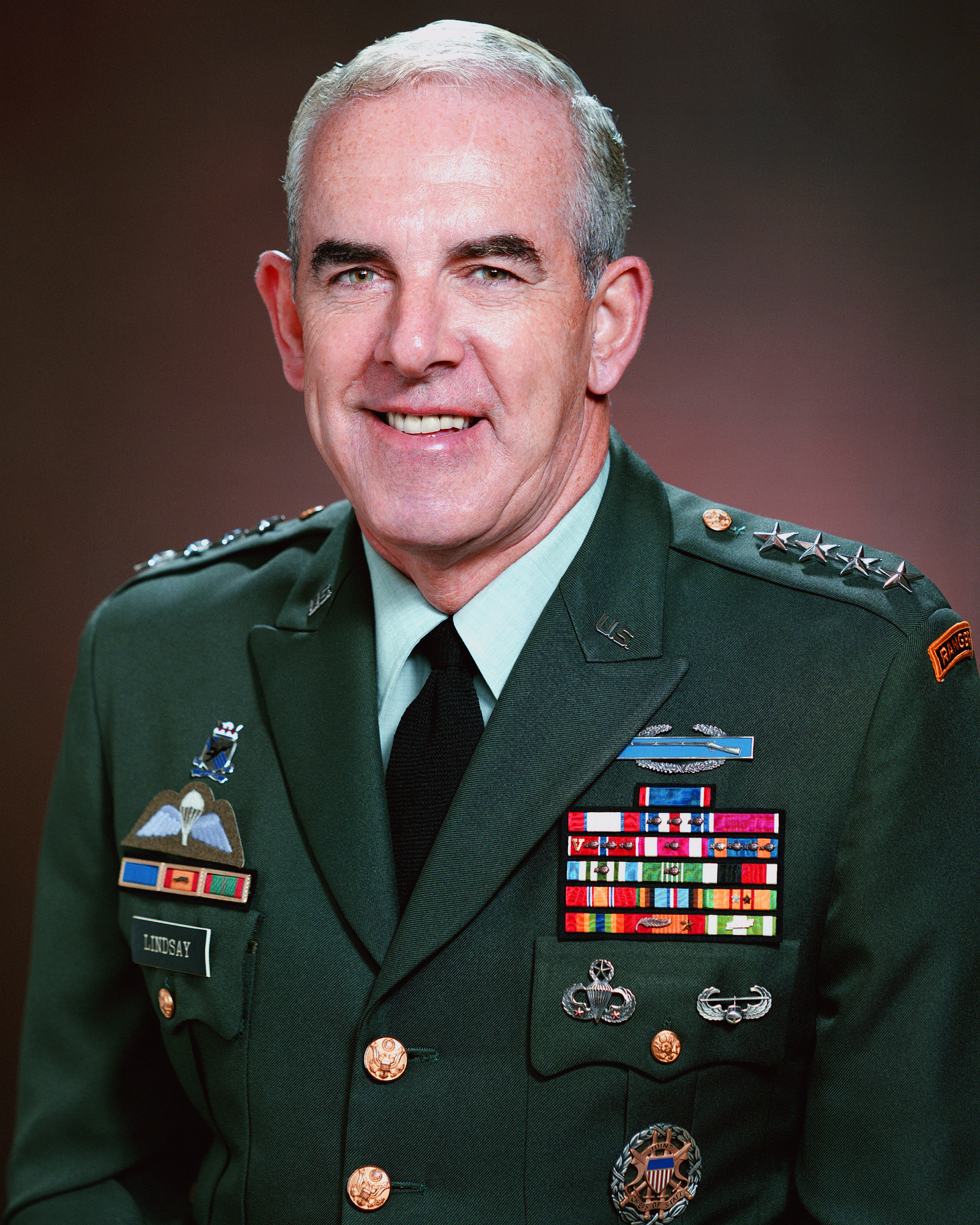
Il generale James J. Lindsay, primo comandante dello Special Operations Command

Le due proposte vennero approvate e passarono ad una commissione con l'obiettivo di farne un testo unico. Il compromesso che ne derivò prevedeva uno Unified Combatant Command (comando unificato combattente) per tutte le SOF guidato da un generale a quattro stelle, un assistente segretario per le operazioni speciali e i conflitti a bassa intensità (Assistant Secretary of Defense for Special Operations and Low-Intensity Conflict – ASD (SO/LIC)), un'autorità di coordinamento per i conflitti a bassa intensità all'interno del Consiglio per la Sicurezza Nazionale e un nuovo Major Force Program (MFP-11) per le SOF (il cosiddetto "SOF checkbook"). Il testo emendò il Goldwater–Nichols Act e venne tramutato in legge nell'ottobre 1986; è talvolta definito anche come Nunn-Cohen Act. La sua messa in pratica spettava ora al Dipartimento della Difesa, per il cui scopo arrivarono dal Congresso altre due aggiunte. Un singolo comando per tutte le SOF avrebbe promosso la cooperazione tra le forze armate, e il generale a quattro stelle messo al suo vertice avrebbe potuto, assieme all'assistente al segretario della difesa, avere una voce nelle riunioni del Dipartimento della Difesa. Una volta messo in pratica, l'MFP-11 avrebbe garantito alle SOF piena autonomia sulle proprie risorse e, quindi, maggiori possibilità di modernizzarsi.
Il Dipartimento della Difesa, comunque, attuò le nuove disposizioni con lentezza e non senza difficoltà. Uno dei primi problemi fu ad esempio la nomina per l'ASD (SO/LIC); il Congresso aumentò anche il numero di "assistenti segretari" del Dipartimento della Difesa da undici a dodici, ma il dipartimento non colmò la posizione vacante. Nel dicembre 1987, in attesa di un nome da approvare al Senato, il Congresso nominò il segretario dell'esercito John Otho Marsh, Jr. ASD (SO/LIC) ad interim. La situazione rimase tale fino al 1989, quando l'ex ambasciatore in Thailandia Charles S. Whitehouse divenne il primo ASD (SO/LIC).
Un modo veloce per porre le basi a un nuovo comando unificato era quello di abolirne un altro e prenderne le strutture. Il 23 gennaio 1987 il Joint Chiefs of Staff raccomandò al segretario della difesa di sciogliere il Readiness Command, dallo scopo confuso e poco utile nell'era post Goldwater-Nichols, e passarne le strutture al futuro comando unificato delle forze speciali, di cui il presidente Ronald Reagan approvò ufficialmente la creazione il 13 aprile seguente. Tre giorni dopo, il 16 aprile, il Dipartimento della Difesa attivò l'United States Special Operations Command (USSOCOM), indicandone il capo nella figura del generale James J. Lindsay, comandante dell'ormai disciolto Readiness Command. Il Senato approvò senza riserve.

### Earnest Will: la prima operazione dell'USSOCOM

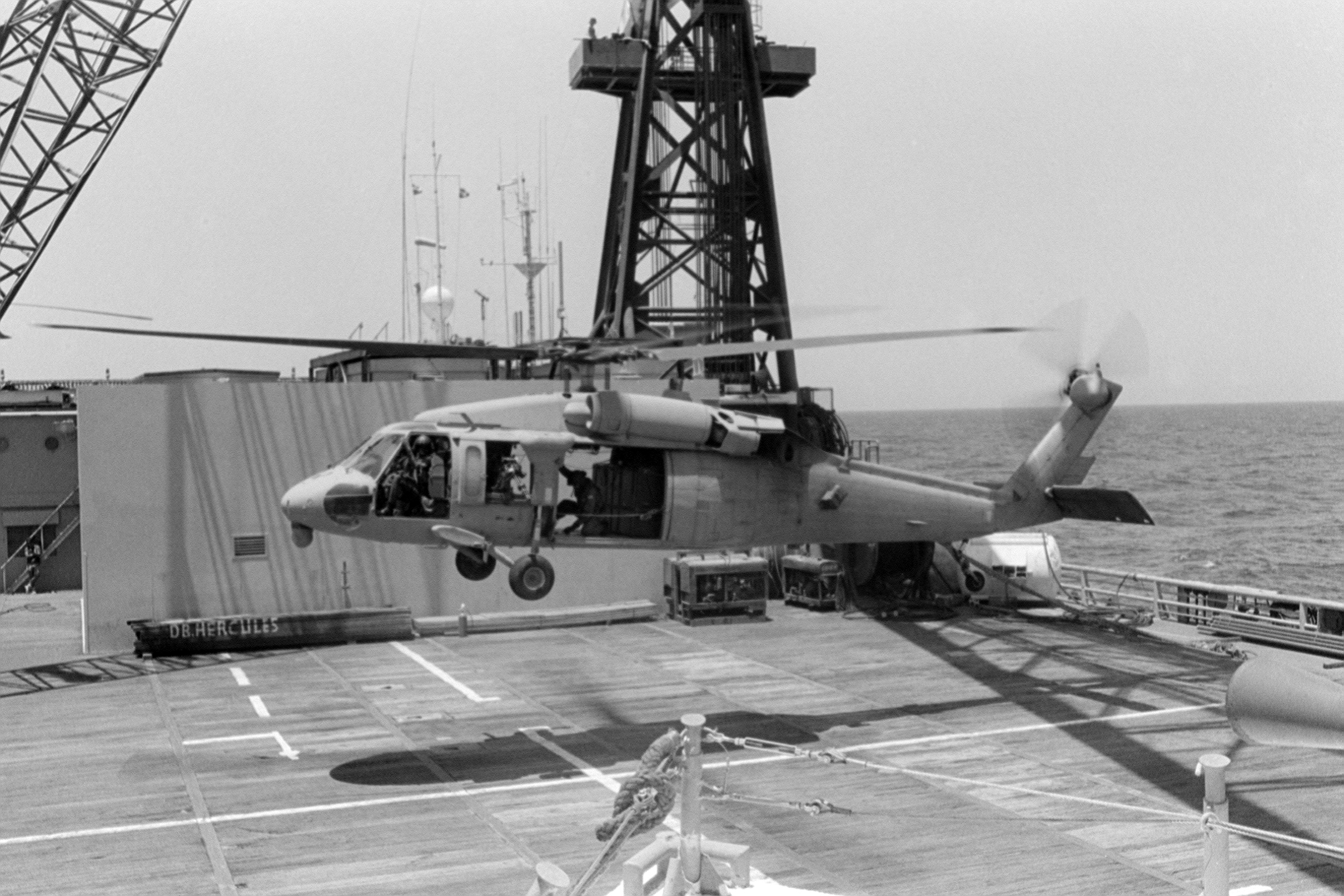
Un MH-60 mentre atterra sulla nave Hercules

La prima operazione tattica in cui fu coinvolto l'USSOCOM fu l'operazione Earnest Will nel Golfo Persico, iniziata nel luglio 1987 per proteggere le petroliere neutrali durante la guerra Iran-Iraq. L'USSOCOM entrò in gioco in settembre con unità Navy SEAL (le forze speciali della marina), Special Boat Team (SBT) e con il 160th Special Operations Aviation Regiment (soprannominato "Night Stalkers"). Il Kuwait, danneggiato dagli attacchi iraniani condotti con piccole imbarcazioni, nel dicembre 1986 chiese agli USA di registrare come proprie undici petroliere kuwaitiane, in modo tale da avere un motivo legale per proteggere le navi stesse. Il 10 marzo 1987 il presidente Reagan accettò, nella speranza di interrompere gli attacchi iraniani, cosa che tuttavia non avvenne. Verso la fine di luglio il contrammiraglio Harold J. Bernsen, comandante della Middle East Force, richiese l'intervento dell'USSOCOM, che in agosto inviò due polotoni di SEAL e sei pattugliatori degli SBT. A supporto delle operazioni la marina convertì due petroliere in basi marine mobili, che in seguito si rivelarono molto utili nel respingere o prevenire le azioni iraniane nel Golfo Persico settentrionale.
Il 21 settembre gli elicotteri MH-60 e MH-6 Little Bird decollarono dalla fregata USS Jarrett per rintracciare una nave iraniana chiamata Iran Ajr. I "Night Stalkers" osservarono l'imbarcazione spegnere le luci di bordo e rilasciare mine navali, fermandola con razzi e mitragliatrici dopo aver ricevuto il permesso di agire. L'equipaggio dell'Iran Ajr continuò però a rilasciare le mine dalle fiancate, obbligando gli elicotteri statunitensi a riaprire il fuoco fino a quando tutto l'equipaggio non abbandonò la nave. Alle prime luci dell'alba alcuni SEAL abbordarono il natante iraniano scovando sul ponte nove mine ancora intatte e un diario in cui erano contrassegnate le acque internazionali già minate.

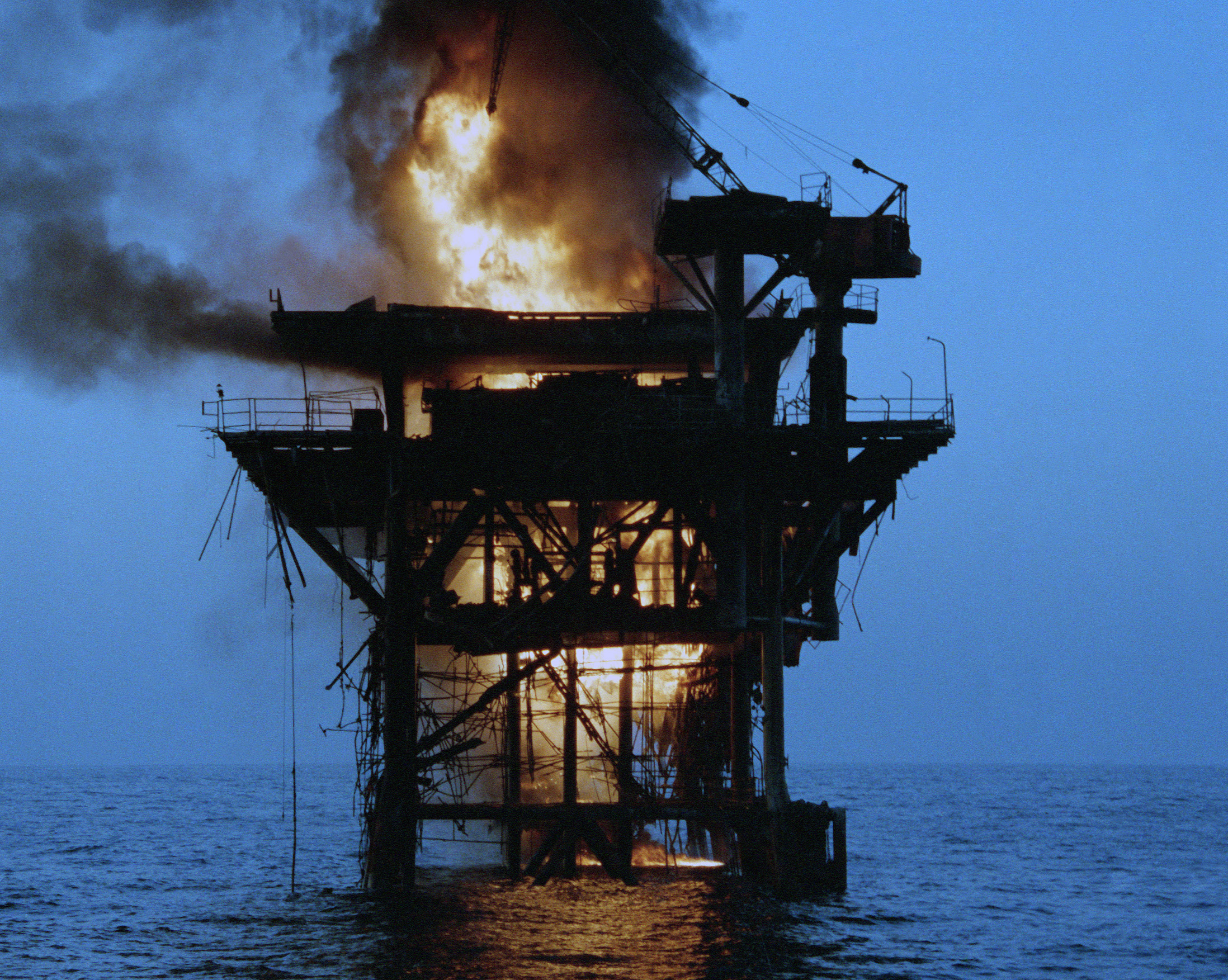
Una delle due piattaforme petrolifere iraniane colpite dai cacciatorpediniere statunitensi durante l'operazione Praying Mantis

In pochi giorni le forze speciali erano riuscite a stabilire il modus operandi iraniano, che consisteva nell'attendere di giorno nelle acque iraniane, presso le piattaforme petrolifere, e uscire di notte in direzione di un'importante boa di riferimento per la navigazione nel Golfo. Subito vennero allertati due pattugliatori e tre Little Bird, arrivati per primi alla boa, dove vennero fatti oggetti di colpi d'arma da fuoco da tre barche iraniane, tutte affondate dopo un breve ma intenso scontro a fuoco. La risposta iraniana non si fece attendere: tre giorni dopo l'accaduto, verso la metà di ottobre, un missile antinave HY-2 Haiying colpì la petroliera Sea Isle City vicino ad una piattaforma petrolifera al largo di Madinat al-Kuwait, causando diciotto feriti tra l'equipaggio statunitense. Per tutta risposta gli USA mobilitarono quattro cacciatorpediniere che cannoneggiarono due piattaforme petrolifere iraniane (operazione Nimble Archer). Una di queste piattaforme venne poi minata e fatta saltare da un plotone di SEAL e da un'unità addetta alle demolizioni; i SEAL assaltarono anche una terza piattaforma dove prelevarono documenti e radio.
Le mine iraniane continuarono però a causare danni alla marina USA. La fregata USS Samuel B. Roberts  ne colpì una il 14 aprile 1988 105 km ad est del Bahrein ed ebbe dieci feriti a bordo. La dura risposta statunitense si concretizzò nell'operazione Praying Mantis con cui la marina attaccò la fregata Sahand e altre piattaforme petrolifere iraniane. Un MH-60 con a bordo un plotone di SEAL si diresse quindi verso una di queste piattaforme petrolifere, non riuscendo però ad avvicinarsi abbastanza a causa del fuoco nemico. In ogni caso, la piattaforma esplose poco dopo per via dei danni inferti dalla marina USA. Da questo momento gli attacchi iraniani alle navi neutrali calarono drasticamente. Il 18 luglio l'Iran accettò il cessate il fuoco proposto dall'ONU e il 20 agosto 1988 terminò la guerra con l'Iraq. Tutte le unità USSOCOM vennero quindi rimpatriate. Dal momento in cui entrarono in campo nell'operazione Earnest Will le SOF diedero alle forze statunitensi un aiuto significativo per controllare la parte settentrionale del Golfo Persico e tenere sotto controllo l'attività nemica, specialmente di notte, quando la marina iraniana era più attiva. L'esperienza guadagnata nel conflitto portò inoltre l'USSOCOM a dotarsi di pattugliatori costieri e di motoscafi Mark V SOC.

### Somalia
Il successivo teatro d'operazioni dell'USSOCOM fu la Somalia con l'operazione Provide Relief. Gli aerei C-130 delle forze speciali consegnarono rifornimenti alla popolazione civile, assistita anche da personale sanitario. Le forze speciali furono le prime forze USA ad entrare in gioco nella successiva operazione Restore Hope, iniziata nel dicembre 1992: i primi a mettere piede in Somalia furono infatti i paramilitari e alcuni membri del JSOC (Joint Special Operations Command, vedi oltre) della Special Activities Division della CIA, che eseguirono rischiose operazioni sotto copertura per dare preziose informazioni alle altre forze convenzionali in arrivo. Non a caso il primo caduto di Restore Hope fu l'ex soldato della Delta Force Larry Freedman, insignito della Intelligence Star alla memoria.
I SEAL vennero impiegati in avanscoperta per designare delle zone da sbarco ai Marine, come fecero il 7 dicembre penetrando nel porto di Mogadiscio nuotando contro forti correnti. In seguito fecero anche parte della scorta del presidente George H. W. Bush durante la sua visita in Somalia. Con l'afflusso di altre unità speciali dal Kenya, l'USSOCOM giudicò opportuno creare, nel gennaio 1993, un Joint Special Operations Forces Somalia (JSOFOR) a Mogadiscio per coordinare le operazioni speciali. Le attività si concentrarono sulla ricognizione del terreno, incluso il prendere contatti con i capi delle varie fazioni somale, e sulla raccolta di informazioni utili alla difesa delle truppe. Entro aprile il JSOFOR era riuscito a catturare 277 armi e a distruggere oltre 20,5 tonnellate di esplosivi.

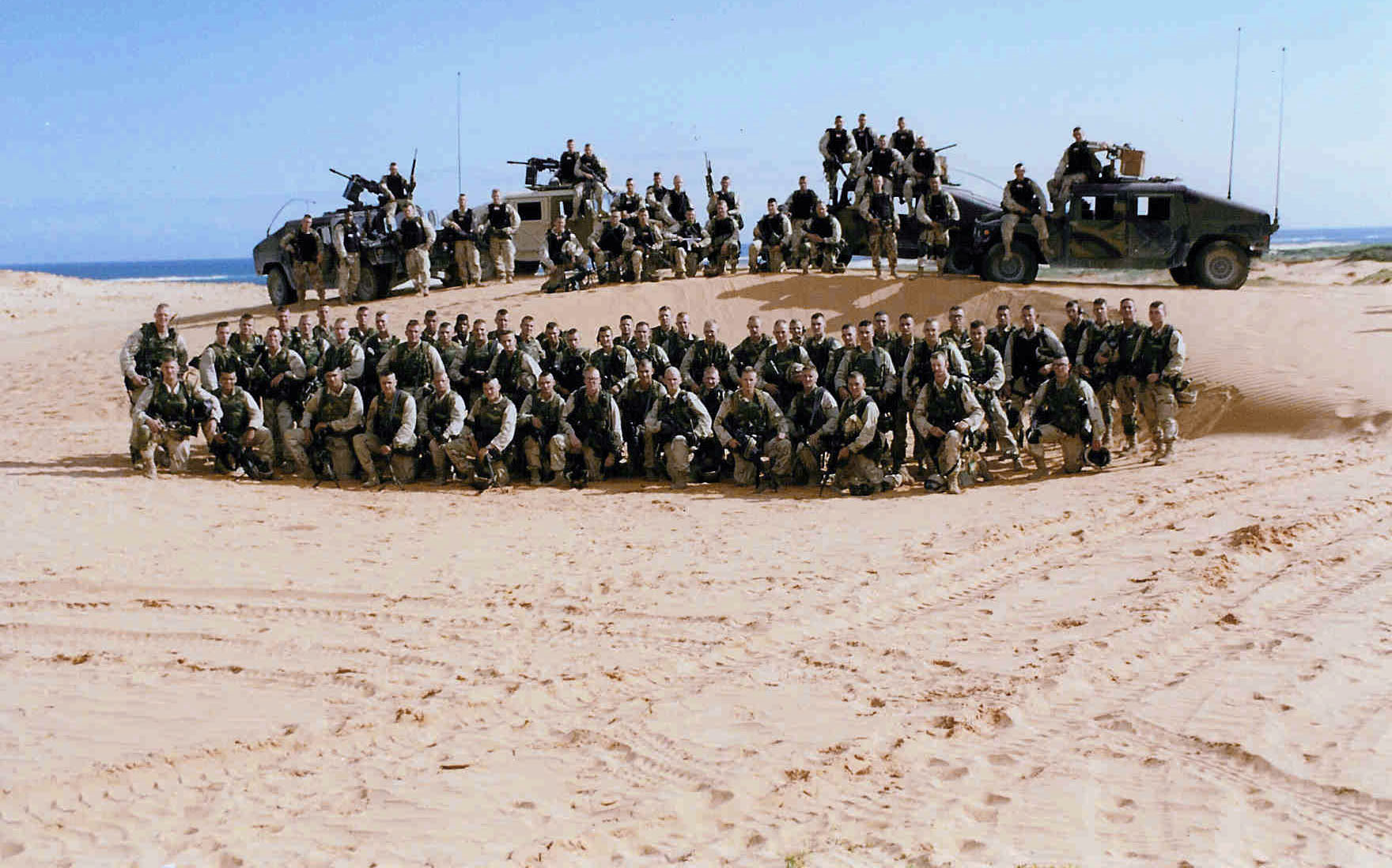
La compagnia Bravo del 3º battaglione del 75th Ranger Regiment in Somalia nel 1993

Gli attacchi delle forze del generale e signore della guerra somalo Mohammed Farah Aidid contro le truppe ONU spinsero, in agosto, il segretario della difesa USA, Les Aspin, a potenziare l'apparato di forze speciali in Somalia creando un nuovo Joint Special Operations Task Force (JSTOF), anche detto Task Force Ranger (TF Ranger), con l'intento specifico di catturare Aidid (operazione Gothic Serpent). Ne facevano parte SEAL, Delta Force, il 75th Ranger Regiment e il 160th Special Operations Aviation Regiment. Mentre la task force era in via di allestimento, i militari della 24th Marine Expeditionary Unit avevano già valutato un'ipotetica cattura di Aidid molto rischiosa per gli elicotteri, che i somali erano in grado di abbattere con gli RPG. Un'operazione di soccorso sarebbe poi stata complicata dalla geografia urbana, caratterizzata da strade strette che avrebbero reso difficoltoso il recupero dei militari rimasti intrappolati. Queste valutazioni non vennero comunicate alla TF Ranger, che procedette comunque con la missione conducendo, tra l'agosto e il settembre 1993, sei operazioni di successo a Mogadiscio, riuscendo a limitare i movimenti di Aidid senza ottenerne però la cattura.
Il 3 ottobre la TF Ranger diede il via alla sua settima missione, stavolta focalizzata nella piazzaforte del mercato di Bakaara, dove era stata segnalata la presenza di due luogotenenti di Aidid. Il tempo stimato per portare a termine la missione era di una o due ore. Nel tardo pomeriggio gli elicotteri statunitensi iniziarono ad appoggiare le truppe di terra, subito fatte oggetto di un fuoco più pesante rispetto alle precedenti missioni. Le forze speciali catturarono ventiquattro somali, inclusi i due luogotenenti, ma quando li caricarono nei camion un Black Hawk venne centrato da un RPG. Un elicottero d'assalto Little Bird e un altro Black Hawk con a bordo quindici soldati vennero subito inviati sul luogo dello schianto, dando inizio al momento cruciale della battaglia: un RPG abbatté un altro Black Hawk, che si schiantò a meno di 1,5 km dal primo elicottero abbattuto; i somali si precipitarono nella zona e uccisero tutti i membri dell'equipaggio escluso il pilota, preso prigioniero. Il master sergeant Gary Gordon e il sergente di prima classe Randall Shughart ricevettero postuma la Medal of Honor, la più alta decorazione militare statunitense per avere autonomamente chiesto eroicamente di scendere sul terreno per proteggere eventuali superstiti nel Blackhawk abbattuto. Prima di morire resistettero disperatamente in due contro una forza nemica schiacciante. Nel frattempo le forze di soccorso erano state bloccate dai somali e riuscirono a ritornare alla base solo grazie all'intervento di due elicotteri Boeing AH-6.

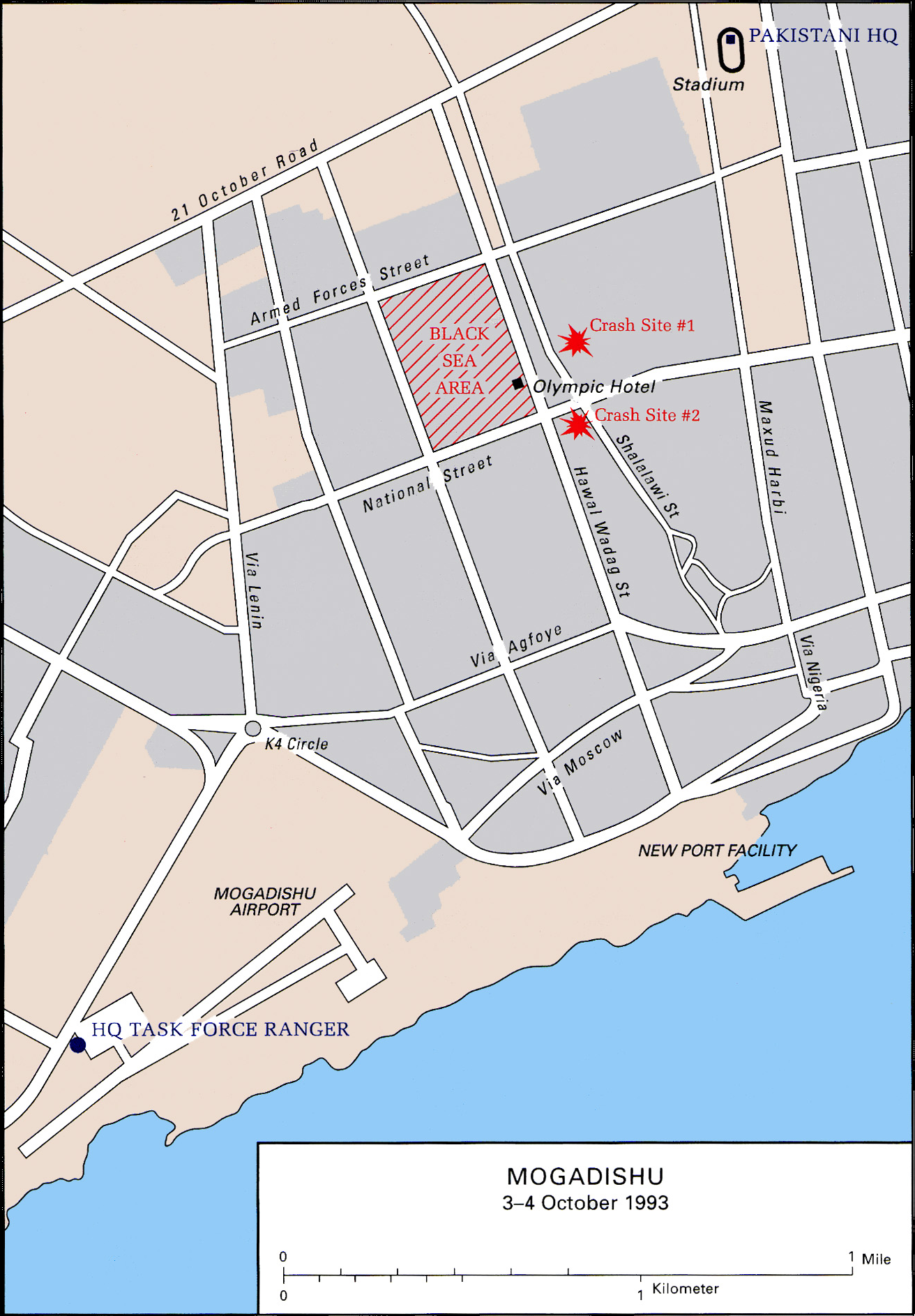
Mappa dei luoghi principali della battaglia di Mogadiscio

Le operazioni di soccorso ripresero in direzione del primo elicottero abbattuto. Gli uomini a piedi riuscirono, nonostante l'intenso fuoco somalo, a occupare alcuni edifici a sud e a sud-ovest del luogo dello schianto, ma il convoglio di mezzi con i detenuti, anch'esso in marcia per raggiungere il Black Hawk, si perse nel groviglio di strade e soffrì numerose perdite prima di ritirarsi. Alle 01:55 del 4 ottobre giunsero i rinforzi (SEAL, Ranger, soldati della 10th Mountain Division, carri armati pakistani e VTT malesi) che permisero di recuperare i corpi dei piloti uccisi. Grazie anche alla copertura fornita dagli AH-6, il convoglio riuscì a raggiungere una zona sicura alle 06:30.
La battaglia fu uno dei più violenti scontri urbani dai tempi della guerra del Vietnam. La TF Ranger contò diciassette morti e centosei feriti; i somali ebbero all'incirca 1.000 perdite. Nonostante alcune missioni dall'esito positivo, l'obiettivo ultimo di catturare Aidid non venne mai raggiunto. Per il marzo 1995 tutte le forze USA in Somalia erano state rimpatriate.

### Guerra al terrorismo dopo l'11 settembre 2001
La guerra al terrorismo degli USA iniziata dopo gli attentati dell'11 settembre 2001 al World Trade Center ha portato l'USSOCOM ad intervenire in Afghanistan e in Iraq, giocando un ruolo chiave nel combattere gli insorti e nel portare a termine importanti missioni come la cattura di Saddam Hussein (dicembre 2003) o l'assalto all'abitazione in Pakistan dove rimase ucciso Osama bin Laden (operazione Neptune Spear, maggio 2011). Nel 2012 gli uomini delle forze speciali USA dislocate fuori dalla Patria erano circa 13.000, di cui 9.000 divisi tra l'Iraq e l'Afghanistan. Nello stesso anno l'USSOCOM era presente in settantacinque Paesi (rispetto ai sessanta dell'inizio del 2009), numero salito a centoventi nel 2011.

## Comandi subordinati

### Joint Special Operations Command (JSOC)
Anche se l'USSOCOM non può autorizzare covert operations (l'unica abilitata a farlo è la CIA), intrattiene comunque stretti rapporti con questa agenzia e la sua Special Activities Division (SAD, divisione attività speciali) con risultati che varie fonti definiscono positivi. La SAD seleziona infatti i propri membri esclusivamente tra gli appartenenti all'USSOCOM, principalmente tra le unità Tier 1.
Fanno parte del Joint Special Operations Command (comando congiunto delle operazioni speciali):
- 1st Special Forces Operational Detachment-Delta (anche detta Combat Applications Group (CAG) o, più comunemente, Delta Force). Appartenente all'esercito, è una delle due unità antiterrorismo di punta dell'USSOCOM.[29] Tra le migliori forze speciali del mondo,[30] la Delta Force richiede ai suoi membri un severo addestramento che li abilita a condurre operazioni clandestine (ma non solo) in tutto il mondo.[30] È specializzata nelle operazioni antiterrorismo e di salvataggio ostaggi.[17][29][31]
- Naval Special Warfare Development Group (DEVGRU, SEAL Team 6), seconda principale unità antiterrorismo dell'USSOCOM,[29] parte del Naval Special Warfare Command e controparte della Delta Force per la marina. I soldati inquadrati in questa unità provengono dai SEAL e sono in grado di svolgere qualsiasi tipo di missione, specialmente antiterrorismo in mare e salvataggio ostaggi.[17][29]
- Intelligence Support Activity (ISA, The Activity), branca che gestisce il supporto delle unità del JSOC. Specializzata nel raccogliere informazioni HUMINT e SIGINT.[29][32][33]
- 24th Special Tactics Squadron (24th STS, 24º squadrone tattiche speciali), parte dell'Air Force Special Operations Command. Impiegato solitamente con la Delta Force o il DEVGRU.[17]

Elementi del JSOC sono stati utilizzati, insieme ad altri reparti fuori dal controllo del JSOC, per costituire task force per necessità particolari di guerra al terrorismo. Queste unità sono diventate il modello di riferimento militare con cui condurre operazioni di intelligence e antiterrorismo per il futuro.

### Special Operations Command – Joint Capabilities (SOC-JC)
Lo Special Operations Command – Joint Capabilities (comando operazioni speciali – capacità congiunte, abbreviato in SOC-JC) venne posto alle dipendenze dell'USSOCOM nel 2011, nell'ambito delle operazioni di smantellamento del Joint Forces Command.
Il compito principale del SOC-JC è l'addestramento dei comandanti delle SOF e del relativo staff, nonché essere pronto a supportare il dispiegamento dei Special Operations Joint Task Force Headquarter (quartier generali delle task force congiunte per operazioni speciali), quando richiesto.

### United States Army Special Operations Command (USASOC)

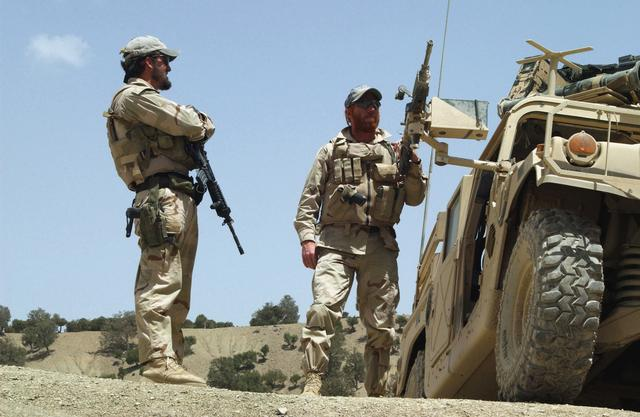
Berretti Verdi di pattuglia in Afghanistan

Il 1º dicembre 1989 venne attivato l'United States Army Special Operations Command (USASOC, comando delle operazioni speciali dell'esercito degli Stati Uniti) inserito, come gli altri comandi delle operazioni speciali delle forze armate, all'interno dell'USSOCOM.
Fanno parte dell'USASOC:
- John F. Kennedy Special Warfare Center and School (USAJFKSWCS): addestramento del personale USSOCOM e USASOC.[37]
- 75th Ranger Regiment (US Army Rangers), principale unità di fanteria leggera dell'esercito, acquartierata a Fort Benning (Georgia).[38] Ogni battaglione dei Ranger è proiettabile ovunque nel globo nel giro di diciotto ore via terra, mare o aria per missioni del calibro delle azioni dirette (assalti a edifici, raid, ecc.).[39]
- United States Army Special Forces Command (Airborne) (Comando delle Forze Speciali dell'Esercito degli Stati Uniti). Composto dai cosiddetti "Berretti verdi" impiegabili per azioni dirette, guerra non convenzionale, ricognizioni speciali e antiterrorismo.[40] In tempo di pace la loro principale attività è l'addestramento delle unità militari o di polizia di nazioni amiche degli USA.[41] Proprio per questo motivo l'addestramento dei berretti verdi abbraccia un ampio spettro di discipline: armi, ingegneria, comunicazioni e medicina.[40][42]
- United States Army Special Operations Aviation Command (comando aereo delle operazioni speciali dell'esercito degli Stati Uniti). Provvede a fornire supporto aereo diuturno all'USSOCOM avvalendosi di elicotteri MH-6 Little Bird, AH-6, MH-60 e MH-47.[43] Comprende, oltre a reparti addetti all'addestramento e alla manutenzione, anche il 160th Special Operations Aviation Regiment ("Night Stalkers", 160º reggimento aereo per operazioni speciali), di stanza a Fort Campbell, Kentucky.[44]
- 95th Civil Affairs Brigade (Airborne) (95ª brigata aviotrasportata per gli affari civili), specializzata nell'identificare le richieste urgenti della popolazione civile coinvolta in una guerra o in un disastro naturale. La brigata ha anche il compito di trovare le risorse civili che potrebbero aiutare lo svolgimento delle operazioni (o intralciarne lo svolgimento, facendo in tal caso attività di prevenzione). Supporta inoltre le attività di assistenza a livello nazionale o di lotta al narcotraffico, pianifica e mette in pratica esfiltrazioni di non combattenti e mantiene i rapporti con le altre agenzie statunitensi che si occupano di aiutare i civili. Quando impiegata per le operazioni speciali l'unità fornisce prevalentemente soldati in grado di parlare la lingua locale ed esperti del paese in cui si svolge l'operazione.[45]
- 528th Sustainment Brigade (Airborne) (528ª brigata aviotrasportata di sostentamento), anche detta "Sustainment Brigade (Special Operations) (Airborne)" (abbreviata in SBSO(A)). Ad essa compete il supporto logistico dell'USASOC e la manutenzione dei suoi mezzi, solitamente diversi da quelli impiegati dalle forze convenzionali.[46]
- 4th Military Information Support Group (Airborne) (4º gruppo aviotrasportato per il supporto alle informazioni militari), dedito ad attività psicologiche e di propaganda per colpire il morale delle forze avversarie.[47][48][49]

### United States Naval Special Warfare Command (NAVSOC)

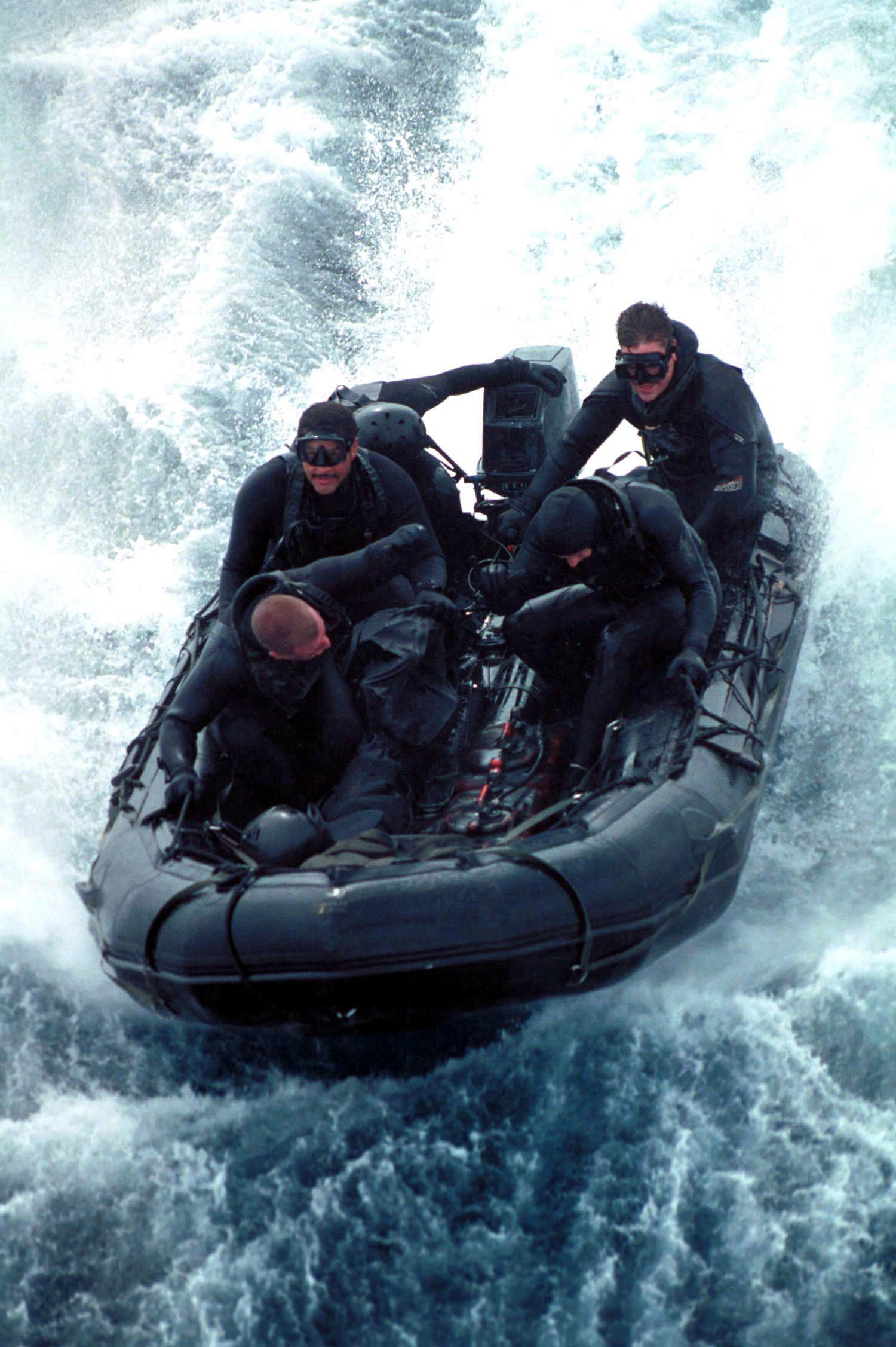
Soldati del SEAL Team 5 durante un'esercitazione

L'United States Naval Special Warfare Command (SPECWARCOM, NAVSOC, o NSW, traducibile come "comando per la guerra navale speciale degli Stati Uniti") nacque il 16 aprile 1987 nella Naval Amphibious Base Coronado di San Diego, California, e funge da componente navale dell'USSOCOM, con cui condivide lo stesso "giorno di nascita".
Fanno parte del NAVSOC sei gruppi per la guerra navale speciale (tre con quartier generale nella base di Coronado e tre a Little Creek, ognuno con varie unità minori distaccate altrove, anche fuori dagli USA), un centro per la guerra navale speciale (anch'esso a Coronado) e un "gruppo di sviluppo" (Dam Neck, Virginia). I soldati del NAVSOC provengono dai Navy SEAL o dagli Special Warfare Combatant-craft Crewmen, tutti altamente preparati ad operare in ogni luogo e condizione impiegando anche sommergibili tascabili e piccole imbarcazioni veloci. L'addestramento dei SEAL è considerato uno dei più duri di tutto il mondo.

### Air Force Special Operations Command (AFSOC)
L'Air Force Special Operations Command (AFSOC, comando per le operazioni speciali dell'aeronautica) ha preso vita il 22 maggio 1990 ed è la componente aerea dell'USSOCOM. Il suo quartier generale si trova a Hurlburt Field, Florida. Le missioni che più denotano l'AFSOC sono incursioni aeree sul campo di battaglia, raccolta informazioni, guerra psicologica, trasporto truppe e rifornimenti in volo.
Fanno parte dell'AFSOC le seguenti unità:
- 27th Special Operations Wing (27 SOW, 27º stormo operazioni speciali), basato alla Cannon Air Force Base del Nuovo Messico.[62]
- 1st Special Operations Wing (1 SOW, 1º stormo operazioni speciali), con quartier generale a Hurlburt Field e specializzato nella guerra non convenzionale.[63] Tra i velivoli in dotazione allo stormo figurano i Lockheed MC-130 Combat Talon II, in grado di volare a bassissime quote per evitare i radar avversari durante le missioni di infiltrazione/esfilatrazione, e le cannoniere volanti AC-130U Spooky e AC-130H Spectre, in grado di fornire un elevato e preciso fuoco per il supporto delle truppe di terra.[29]

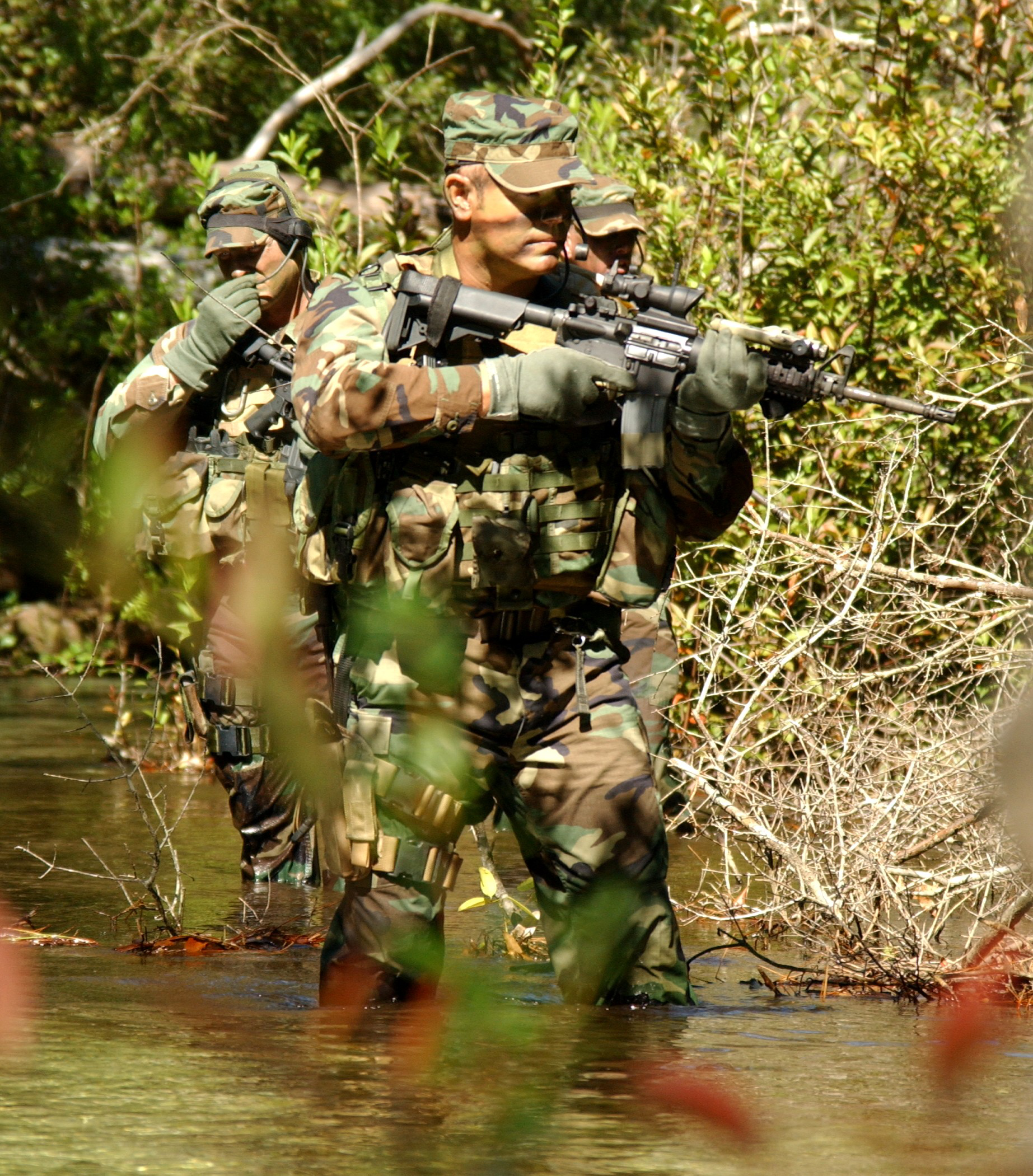
Membri dell'AFSOC durante l'addestramento

- 24th Special Operations Wing (24 SOW, 24º stormo operazioni speciali), anch'esso basato a Hurlburt Field.[64]
- 18th Flight Test Squadron (18º squadrone test di volo). Provvede a determinare le capacità operative di aerei ed equipaggiamenti e a sperimentare nuove tattiche operative.[65]
- Air Force Special Operations Training Center (centro di addestramento delle operazioni speciali dell'aeronautica). Questo istituto, basato a Hurlburt Field, ha funzioni di supporto all'AFSOC preparando gli aviatori (ma anche altro personale dell'USSOCOM e di nazioni amiche degli USA) a svolgere al meglio tutto quello che ruota attorno alle operazioni speciali.[66]

- 352d Special Operations Group (352 SOG, 352º gruppo operazioni speciali), dislocato presso la base RAF Mildenhall, Regno Unito, centro del Joint Special Operations Air Component dell'European Command.[67]
- 353d Special Operations Group (353 SOG, 353º gruppo operazioni speciali), parte integrante del Pacific Command. Acquartierato presso la Kadena Air Force Base della prefettura giapponese di Okinawa.[68]
- 919th Special Operations Wing (919 SOW, 919º stormo operazioni speciali) dell'AFRC ma gestito operativamente dall'AFSOC. È dislocato presso Duke Field, Florida. Dotato di aerei MC-130E Combat Talon I e MC-130P Combat Shadow.
- 193d Special Operations Wing (193 SOW, 193º stormo operazioni speciali) dell'Air National Guard, gestito operativamente dall'AFSOC e basato nell'aeroporto internazionale di Harrisburg della Pennsylvania. Lo stormo ha il duplice compito di eseguire gli ordini del governatore della Pennsylvania in quanto parte della Pennsylvania Air National Guard e secondo quanto scritto nel titolo 32 dell'United States Code (USC), e di operare all'interno dell'USAF come parte dell'Air Reserve Component e secondo quanto scritto nel titolo 10 dell'USC. Quando è impiegato dall'AFSOC svolge principalmente missioni di guerra psicologica avvalendosi di aerei Lockheed EC-130J Commando Solo.

### United States Marine Corps Forces Special Operations Command (MARSOC)

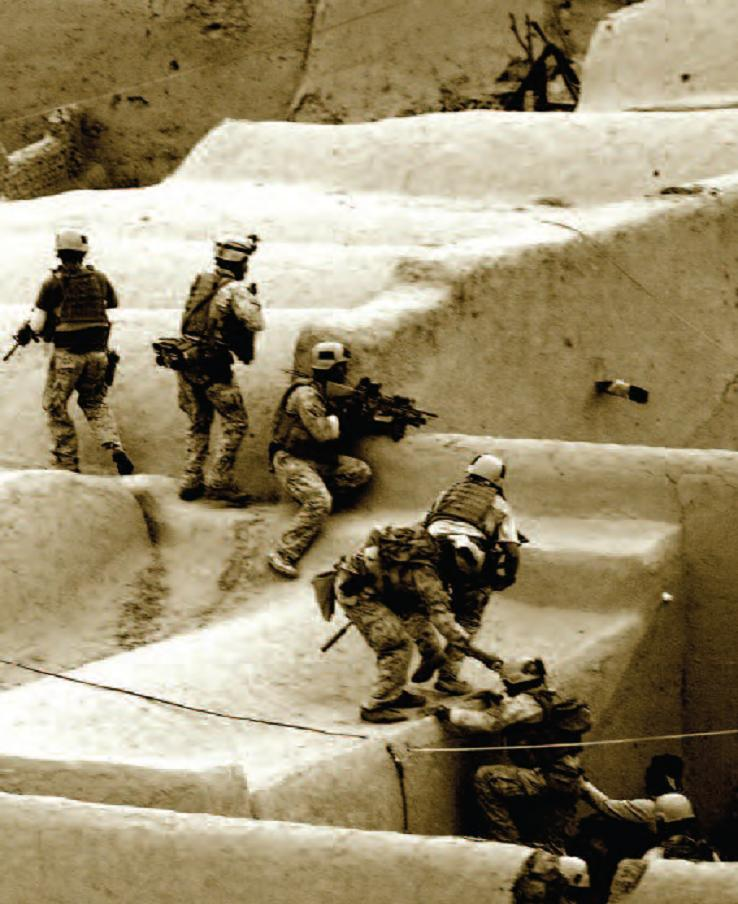
Soldati del 1st SOB (1º Special Operations Battalion) mentre rispondono al fuoco in Afghanistan

L'USSOCOM si è ingrandito nell'ottobre 2005 con l'istituzione, ordinata dall'allora segretario della difesa Donald Rumsfeld, dell'United States Marine Corps Forces Special Operations Command (MARSOC, comando delle forze per operazioni speciali del Corpo dei Marine degli Stati Uniti). Il nuovo comando è stato attivato nel febbraio 2006 presso la Marine Corps Base Camp Lejeune, Carolina del Nord, anche se la piena capacità operativa è stata raggiunta solo nell'ottobre 2008. Successivamente hanno ottenuto la denominazione di Marine Raiders.
Tutte le unità che fanno parte del MARSOC hanno il quartier generale a Camp Lejeune, Carolina del Nord:
- Marine Raider Regiment (MRR), reggimento operazioni speciali dei Marine). Composto da una compagnia comando e tre battaglioni speciali (1º, 2º e 3º), specializzato nel fornire istruttori militari e personale combattente di supporto alle forze militari, di polizia o paramilitari di paesi amici degli USA, in modo tale da addestrarle a svolgere autonomamente e con professionalità i rispettivi compiti.[71]
- Marine Raider Support Group (MRSG). Unità di supporto al MARSOC.[72]
- Marine Raider Training Center (MRTC). Ha il compito di addestrare il personale inquadrato nel MARSOC.[73]

## Comandanti
| Nº               | Immagine | Nome e cognome        | Estremi temporali | Estremi temporali | Provenienza |
| Nº               | Immagine | Nome e cognome        | Inizio            | Fine              | Provenienza |
| ---------------- | -------- | --------------------- | ----------------- | ----------------- | ----------- |
| 1                |          | James J. Lindsay      | Aprile 1987       | Giugno 1990       | Esercito    |
| 2                |          | Carl W. Stiner        | Giugno 1990       | Maggio 1993       | Esercito    |
| 3                |          | Wayne A. Downing      | Maggio 1993       | Febbraio 1996     | Esercito    |
| 4                |          | Henry H. Shelton      | Febbraio 1996     | Settembre 1997    | Esercito    |
| facente funzioni |          | Raymond C. Smith, Jr. | Settembre 1997    | Novembre 1997     | Marina      |
| 5                |          | Peter J. Schoomaker   | Novembre 1997     | Ottobre 2000      | Esercito    |
| 6                |          | Charles R. Holland    | Ottobre 2000      | Settembre 2003    | Aeronautica |
| 7                |          | Bryan D. Brown        | Settembre 2003    | 9 luglio 2007     | Esercito    |
| 8                |          | Eric T. Olson         | 9 luglio 2007     | 8 agosto 2011     | Marina      |
| 9                |          | William H. McRaven    | 8 agosto 2011     | 28 agosto 2014    | Marina      |
| 10               |          | Joseph Votel          | 28 agosto 2014    | 30 marzo 2016     | Esercito    |
| 11               |          | Raymond A. Thomas III | 30 marzo 2016     | 29 marzo 2019     | Esercito    |
| 12               |          | Richard D. Clarke     | 29 marzo 2019     | 30 agosto 2022    | Esercito    |
| 13               |          | Bryan P. Fenton       | 30 agosto 2022    | in carica         | Esercito    |